# 新娘秘書
新娘秘書簡稱新秘，亦稱為新娘跟妝，源自台灣婚紗公司彩妝造型師的個體化服務升級。早期結婚新娘大部分必須到婚紗公司或美容院接受化妝造型，但是華人社會傳統上要擇吉日、吉時，新娘須配合時辰一大早或凌晨就必須趕著去化妝做造型。一個妝髮要應付一整天的結婚觀禮、迎娶、宴客等婚禮全天的活動。新娘子的造型及裝扮，到了下午往往會走了樣。
有鑑於此，結婚新人對婚禮的精緻化與個人化的強烈需求之下，在2000年左右開始有了「一日新秘」或「半日新秘」專屬新娘化妝髮藝造型的新娘秘書服務出現，接受度也逐漸提高。
此類風氣也開始傳到香港、上海、馬來西亞、新加坡等地華人婚禮，除了單純的新祕業務內容，也開始產生新娘秘書課程教學的服務。